# Werner II. von St. Blasien

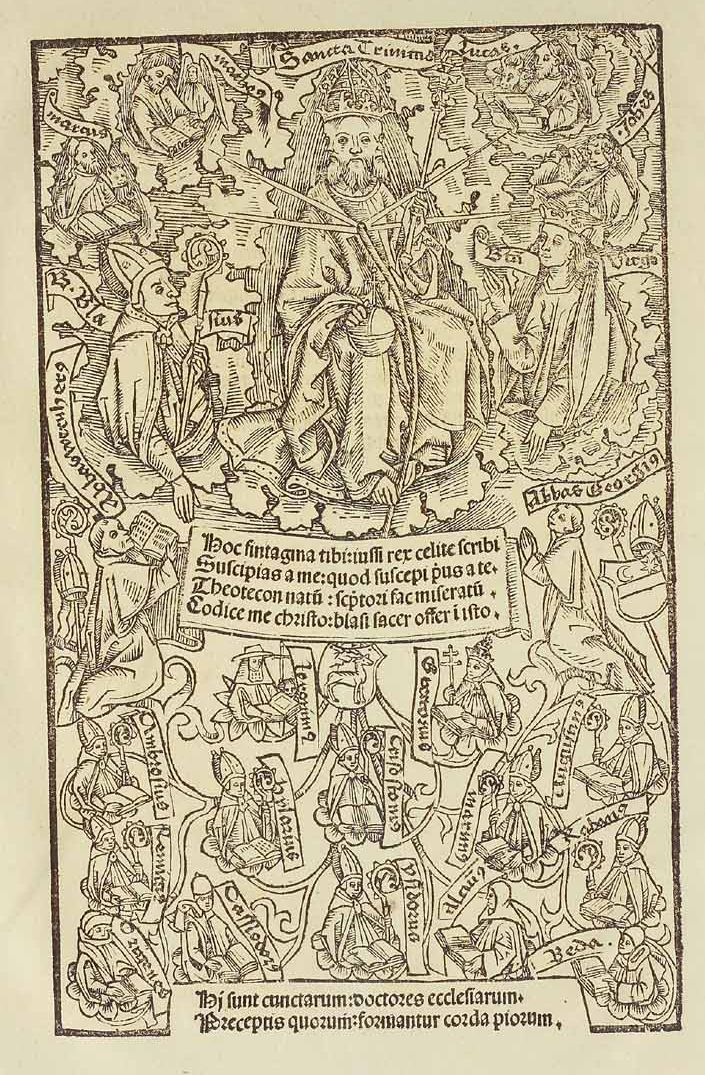
Im Holzschnitt des Drucks 1494 überreicht der Abt sein Buch dem Himmelskönig.

Werner II. von St. Blasien († 27. Mai 1178 in St. Blasien) war von 1170 bis 1178 Abt im Kloster St. Blasien im Südschwarzwald. Unzuverlässige frühneuzeitliche Tradition behauptet, er stamme aus dem Geschlecht der späteren Grafen von Küssenberg.
Dass er das 1494 im Basler Druck ihm zugeschriebene Werk Deflorationes seu exerptiones ex melliflua diversorum Patrum verfasst hat, ist durchaus nicht gesichert. Mit einer Beurkundung (zwischen September 1177 und Mai 1178) durch Abt Hugo III. von Cluny beschloss dieser mit Abt Werner II. und dem Konvent eine Gebetsverbrüderung.